# Mighty Like a Moose
Mighty Like a Moose is een Amerikaanse filmkomedie uit 1926 geregisseerd door Leo McCarey. De film werd in 2007 opgenomen in het National Film Registry.

## Rolverdeling
| Acteur         | Personage  |
| -------------- | ---------- |
| Charley Chase  | Mr. Moose  |
| Vivien Oakland | Mrs. Moose |
| Gale Henry     |            |
| Charles Clary  | tandardts  |
| Ann Howe       | meid       |
| Malcolm Denny  | Gigolo     |